# Pulotu
Na mitologia do oeste da Polinésia (especificamente Tonga e Samoa), Pulotu é o submundo, o mundo das trevas (por oposição ao homem mundo de luz). Ela pode ser representada como o paraíso de onde vieram os deuses e para onde as almas dos doentes chefes vão. Em alguns contos, Pulotu é um local de bebidas alcoólicas em seu caminho para o submundo.
Esta palavra pulotu pode ou não estar relacionada com a palavra purotu (e suas variantes) encontrados em muitas línguas orientais da Polinésia, significando bonita (pessoa).

## Tonga
Na mitologia de Tonga, Pulotu é presidida por Havea Hikule'o. Na cosmologia Tonga: o céu, o mar e Pulotu existem desde o início do universo, e era o lugar onde os deuses viviam. 

## Samoa
Na mitologia da Samoa, Pulotu é presidida pelo deus Elo ou Saveasi ʻ uleo, cujo nome revela uma semelhança com o deus Tongan Havea Hikuleʻo.